# Karl Rieber
Karl Rieber (* 22. April 1888 in Unlingen; † 19. Oktober 1957 in München) war ein deutscher Bildhauer. Er wurde insbesondere durch seine Werke der christlichen Kunst und zahlreiche Kriegerdenkmäler im süddeutschen Raum bekannt.

## Leben und Wirken

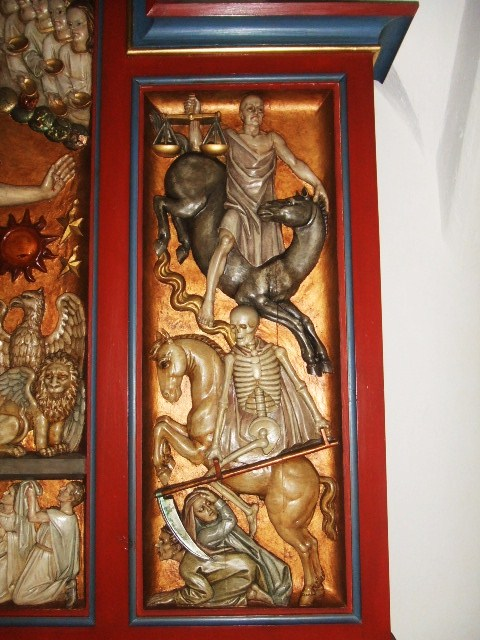
Jugendstilaltar in der Krypta der Pfarrkirche St. Peter und Paul in Neufra an der Donau, gefertigt nach Entwürfen von Karl Rieber durch Bildhauer Gabriel Lämmle

Karl Rieber absolvierte nach dem Besuch der Volksschule und einer Tätigkeit in der Landwirtschaft eine Lehre zum Steinbildhauer bei Bildhauer Zürn in Riedlingen. Seine Wanderjahre führten ihn ins Rheinland nach Düsseldorf und Köln. Ab 1910 arbeitete er in München als Bildhauer und besuchte dort bis 1921 die Akademie der Bildenden Künste. Sein Gebiet war die religiöse, kirchliche Kunst. Karge und herbe Ausdrucksformen sowie ergreifende religiöse Aussagen waren charakteristisch für seine Kunstwerke. In Unlingen wurde die Prof.-Rieber-Straße nach ihm benannt.

## Werke
Werke von ihm sind zu finden in Allmendingen (Württemberg), Ehingen (Donau), Erbach (Donau), Mengen, Riedlingen, Rißtissen, Rottweil, Tübingen (Kriegerdenkmäler), Friedrichshafen (Kreuzigungsgruppe in der Canisiuskirche), Stuttgart (St. Georg in der Georgskirche).
Das Kriegerdenkmal und der Hl. Franziskus über dem Portal der Klosterkapelle fertigte er für seinen Geburtsort Unlingen an. Eine bronzene Kreuzigungsgruppe sowie ein Wandrelief, eine Pietà und einige kleinere Kunstwerke befinden sich auf dem Rathaus Unlingen.

## Nachlass
Fotografien, Werkverzeichnisse und Dokumente zu Karl Rieber befinden sich im Landesarchiv Baden-Württemberg und in der Deutschen Digitalen Bibliothek.